# Ghukas Madojan
Ghukas Karapeti Madojan (orm. Ղուկաս Կարապետի Մադոյան, ros. Гукас Карапетович Мадоян, Gukas Karapietowicz Madojan, ur. 2 stycznia?/15 stycznia 1906 w miejscowości Kers w obwodzie karskim (obecnie w granicach Turcji), zm. 11 czerwca 1975 w Erywaniu) – radziecki żołnierz i polityk narodowości ormiańskiej, Bohater Związku Radzieckiego (1943).

## Życiorys
Urodził się w rodzinie chłopskiej. Miał wykształcenie niepełne średnie, 1920-1925 służył w Armii Czerwonej, ponownie w latach 1930-1933 i 1940-1944, brał udział w działaniach wojennych RFSRR przeciw Armenii i Gruzji w 1921, ukończył szkołę piechoty (1924) i kursy „Wystrieł” (1940). Od 1925 należał do WKP(b), po demobilizacji pracował w spółdzielczości, a 1933-1937 kierował erywańskim oddziałem handlu bronią. Od czerwca 1941 uczestniczył w wojnie z Niemcami jako dowódca kompanii, walczył w bitwie pod Stalingradem, w grudniu 1942 został dowódcą batalionu piechoty w składzie 159 Brygady 28 Armii Frontu Południowego w stopniu starszego porucznika. Od 8 do 14 lutego 1943 dowodzony przez niego batalion, walcząc w rejonie Rostowa nad Donem, odparł 32 kontrataki wroga, zadając mu duże straty. W 1944 ukończył Akademię Wojskową im. Frunzego, po czym został dowódcą 1194 pułku piechoty 359 Dywizji Piechoty 38 Armii 1 Frontu Ukraińskiego w stopniu podpułkownika, w październiku 1944 w walkach pod Dębicą został ciężko ranny i wkrótce zwolniony ze służby z powodu stanu zdrowia. Od 1945 kierował działem w erywańskiej miejskiej radzie deputowanych, w 1946 został wiceministrem handlu Armeńskiej SRR i ukończył szkołę partyjną. W 1948 został wiceministrem, a w 1948 ministrem ubezpieczeń społecznych Armeńskiej SRR, od 1961 był doradcą przewodniczącego Rady Ministrów Armeńskiej SRR. W latach 1946–1963 był deputowanym do Rady Najwyższej Armeńskiej SRR. W 1968 otrzymał honorowe obywatelstwo Rostowa nad Donem. Jego imieniem nazwano ulicę w Rostowie nad Donem.

## Odznaczenia
- Złota Gwiazda Bohatera Związku Radzieckiego (31 marca 1943)[1]
- Order Lenina (31 marca 1943)
- Order Aleksandra Newskiego (30 listopada 1944)
- Order „Znak Honoru” (28 października 1967)
- Medal „Za Odwagę”
- Medal „Za zasługi bojowe” (30 kwietnia 1945)
- Medal Sił Lądowych za Wybitną Służbę (Stany Zjednoczone)

I inne.